# Roc de les Comes
El Roc de les Comes és una muntanya de 2.010,8 metres d'altitud del límit entre les comunes d'Aiguatèbia i Talau, Caudiers de Conflent i Ralleu, tots tres de la comarca del Conflent, a la Catalunya del Nord.
És a l'extrem sud-oest del terme de Ralleu, al nord-oest del d'Aiguatèbia i Talau i al nord-oest del de Caudiers de Conflent, a llevant del Coll del Torn.